# Tara Strong
Tara Strong, geboren als Tara Lyn Charendoff (Toronto, 12 februari 1973) is een Canadees (stem)actrice.
Strong heeft stemmen ingesproken voor veel animatiefilms en series. De bekendste zijn haar rollen als Bubbles in The Powerpuff Girls, Timmy Turner in The Fairly OddParents en Twilight Sparkle in My Little Pony: Vriendschap is betoverend. Strong leende daarnaast haar stem uit voor de nasynchroniseerde versie van de Japanse films Princess Mononoke, Spirited Away en het computerspel Final Fantasy X.
Strong heeft ook enkele kredieten als actrice. Ze speelde in enkele televisiefilms die gerelateerd waren aan de televisieserie Sabrina, the Teenage Witch en had ze een bijrol in de film Senior Trip (1995).

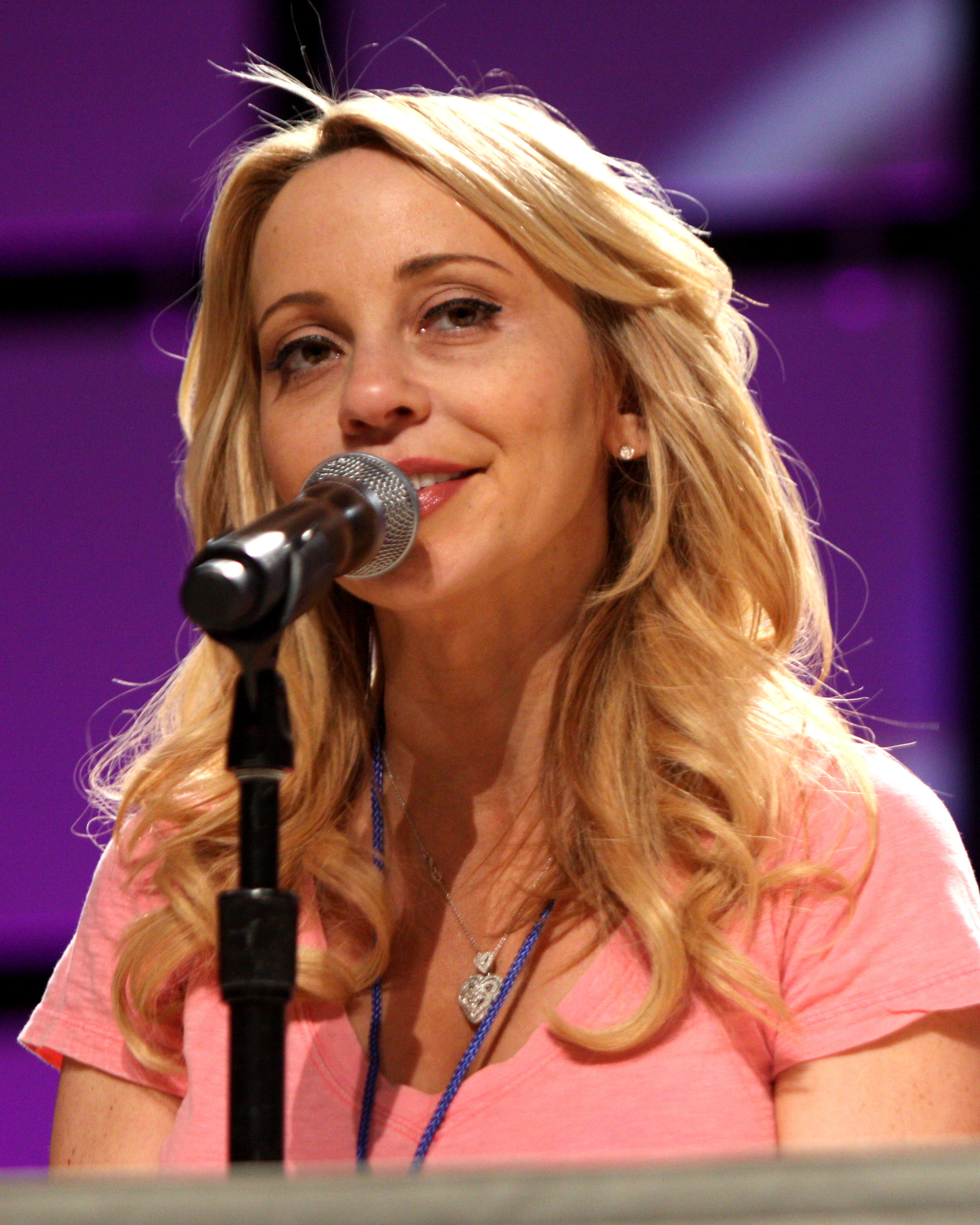
Tara Strong bij Phoenix ComiCon in 2013

## Filmografie (selectie)

### Animatieseries
- 1985: De Troetelbeertjes
- 1985: De Wasbeertjes
- 1989: Beetlejuice
- 1989: Babar
- 1992: X-Men
- 1995: Sailor Moon
- 1996: Ace Ventura: Pet Detective
- 1997: 101 Dalmatians
- 1997: Pepper Ann
- 1997: Extreme Ghostbusters
- 1997: The New Batman Adventures
- 1998: Sonic Underground
- 1998: The Powerpuff Girls
- 1998: Rugrats
- 1999: The Kids from Room 402
- 2000: Family Guy
- 2000: Clerks: The Animated Series
- 2001: The Fairly OddParents
- 2001: The Proud Family
- 2002: Fillmore!
- 2002: Kim Possible
- 2002: Totally Spies
- 2003: Teen Titans
- 2003: All Grown Up!
- 2004: Drawn Together
- 2005: The Life and Times of Juniper Lee
- 2005: American Dragon: Jake Long
- 2006: Ben 10
- 2010-heden: My Little Pony: Vriendschap is betoverend
- 2012: Ben 10: Omniverse
- 2019-heden: Dragons: Rescue Riders

### Animatiefilms
- 1997: Princess Mononoke
- 1998: Scooby-Doo on Zombie Island
- 1998: The Rugrats Movie
- 2000: The Little Mermaid II: Return to the Sea
- 2000: Rugrats in Paris: The Movie - Rugrats II
- 2000: Batman Beyond: Return of the Joker
- 2001: Spirited Away
- 2002: The Hunchback of Notre Dame II
- 2002: Tom and Jerry: The Magic Ring
- 2002: Ice Age
- 2002: The Powerpuff Girls
- 2002: Tarzan & Jane
- 2002: The Wild Thornberrys Movie
- 2003: 101 Dalmatiërs II: Het Avontuur van Vlek in Londen
- 2003: The Animatrix
- 2003: The Fairly OddParents in: Abra Catastrophe!
- 2003: Rugrats Go Wild
- 2003: Kaena: The Prophecy
- 2003: Kim Possible: The Secret Files
- 2003: Batman: Mystery of the Batwoman
- 2004: The Jimmy Timmy Power Hour
- 2004: The Fairly OddParents in School's Out! The Musical
- 2004: Comic Book: The Movie
- 2004: Van Helsing: The London Assignment
- 2005: Hoodwinked!
- 2005: Dinotopia: Quest for the Ruby Sunstone
- 2005: Stuart Little 3: Call of the Wild
- 2005: The Proud Family Movie
- 2005: The Batman vs Dracula: The Animated Movie
- 2006: Superman: Brainiac Attacks
- 2006: The Jimmy Timmy Power Hour 2: When Nerds Collide
- 2006: The Jimmy Timmy Power Hour 3: The Jerkinators!
- 2006: Leroy & Stitch
- 2007: Happily N'Ever After
- 2007: TMNT
- 2007: Afro Samurai
- 2008: The Amazing Wish
- 2013: My Little Pony: Equestria Girls
- 2016: Batman: The Killing Joke

### Film
- 2012: Ted (stem)
- 2015: Ted 2 (stem)
- 2023: Guardians of the Galaxy Vol. 3 (stem)

### Televisieserie
- 2021-2023: Loki (stem)

### Videospellen
- 2006: Metal Gear Solid: Portable Ops
- 2010: Metal Gear Solid: Peace Walker
- 2012: Batman: Arkham City
- 2013: Batman: Arkham Origins
- 2014: Metal Gear Solid V: Ground Zeroes
- 2014: Disney Infinity
- 2015: Metal Gear Solid V: The Phantom Pain
- 2015: Batman: Arkham Knight
- 2015: LEGO Dimensions

- Biblioteca Nacional de España: XX1488356
- Bibliothèque nationale de France: cb14230513d (data)
- International Standard Name Identifier: 0000 0001 1461 0123
- Library of Congress Control Number: no2003084699
- MusicBrainz: 45fc2337-3c0b-4880-b25e-21d40124e2ea
- Nationale Bibliotheek van Israël: 987007397454805171
- Nederlandse Thesaurus van Auteursnamen: 416832067
- Système universitaire de documentation: 221535632
- Virtual International Authority File: 46456311
- WorldCat: E39PBJwmXP9ChMy73xRtPTHcT3